# Igal
Igal je město v Maďarsku v župě Somogy, spadající pod okres Kaposvár. Nachází se asi 16 km severovýchodně od Kaposváru. V roce 2015 zde žilo 1 305 obyvatel. Podle statistik z roku 2011 zde byli Maďaři (83,7 %), Romové (6 %), Němci (4,2 %) a Rumuni (0,2 %).
Nejbližšími městy jsou Dombóvár, Kaposvár, Tab a Tamási. Blízko jsou též obce Andocs, Bonnya, Kazsok, Kisbárapáti, Ráksi, Somogyacsa, Somogydöröcske, Somogyszil a Szorosad.
Nachází se zde termální lázně Gyógyfürdő.